# Rat-kangourou géant
Dipodomys ingens
Espèce
Statut de conservation UICN

 EN B1ab(i,ii,iii) : En danger
Le Rat-kangourou géant, de nom scientifique Dipodomys ingens, est une espèce de Rongeurs de la famille des Heteromyidae. C'est un petit mammifère qui fait partie des rats-kangourous d'Amérique.
L'espèce a été décrite pour la première fois en 1904 par un zoologiste américain, Clinton Hart Merriam (1855-1942).

## Description de l'espèce
C'est le plus grand des rats-kangourous, qui peut mesurer jusqu'à 15 cm sans compter la queue. Il vit en colonies dans des terriers qu'il creuse dans les terres meubles et communique en frappant ses pattes contre le sol, notamment pour avertir ses congénères d'un danger. Cette espèce est essentiellement nocturne.
La période de reproduction se situe entre janvier et mai, avec la naissance de un à sept petits, avec une portée moyenne de trois. Son espérance de vie est de deux à quatre ans.
Il est en danger d'extinction. Bien que protégé par les lois californiennes, il ne survit plus que dans la région centre-ouest de la Californie et, du fait de la mise en culture de son habitat d'origine, n'occupe plus que 2 % de la superficie d'origine de celui-ci.